# Mattias Alkberg
 (juin 2019).
Mattias Alkberg, né le 8 janvier 1969 à Luleå, est un auteur-compositeur-interprète et poète suédois. Il est le chanteur et le guitariste du groupe de musique The Bear Quartet, qui a débuté 1992.

## Biographie
Mattias Alkberg qui naît le 8 janvier 1969 à Luleå,  est marié et a cinq enfants. Il a fait ses études à Björknäsgymnasiet de Boden. Il  fait paraître plusieurs poèmes dans la maison d’édition Wahlström & Wikstrand. Il a reçu un prix de l’Académie Suédoise 2004. Dans les années 1980, il joue de la batterie dans le groupe hardcore Joon Erektion. Il participe aussi aux journaux Aftonbladet et Norrbottens-Kuriren comme chroniqueur, écrivain et critique. Compositeur, il est intéresse aussi bien l'histoire de la littérature. Comme poète, Mattias  Alkberg a débuté en 1992 avec son recueil de poèmes Separerade Ägg.

## Discographie
- Nerverna (2009)
- Allt det här (2011)
- Anarkist (2011)
- Mattias Alkbergs begravning (2013)
- Epitafium, EP (2014)
- Södra Sverige (2014)
- Personer (2015)

### Avec The Bear Quartet
- Penny Century (1992)
- Cosy Den (1993)
- Family Affair (1993)
- Everybody Else (1995)
- Holy Holy (1995)
- Moby Dick (1997)
- Personality Crisis (1998)
- My War (2000)
- Gay Icon (2001)
- Ny våg (2002)
- Early Years (2003)
- Angry Brigade (2003)
- Saturday Night (2005)
- Eternity Now (2006)
- 89 (2009)
- Monty Python (2010)

## Distinctions et récompenses
- Rubus Arcticus (1999)
- Norrlands Litteraturpris (2003)
- Stipendium ur Gerard Bonniers donationsfond (2004)
- Stig Sjödinpriset (2016)